# 富蕴可可托海机场
富蕴可可托海机场（哈萨克语：كوكتوعاي اۋەجايى）是中华人民共和国新疆维吾尔自治区阿勒泰地区的一座民用机场，位于富蕴县吐尔洪乡哈拉吉拉村科普阔拉阿根附近，紧邻国家5A级旅游景区可可托海，距离富蕴县城中心约28公里。

## 规模
机场定位为国内小型支线机场，兼顾通用航空，机场用地面积160.4公顷，工程总投资5.0443亿元。工程内容包括：新建航站楼5504平方米、新建跑道长2600米、宽45米、站坪四个（1B3C），航管楼（含塔台）1167.49平方米及相关配套设施，飞行区等级4C，可满足波音737、空中客车A320、ERJ145、ERJ190等系列飞机使用需求，近期规划2020年年旅客吞吐量16万人次、年货邮吞吐量720吨、年飞机起降2025架次；远期规划2030年，旅客吞吐量35万人次、起降5000架次、货邮吞吐量800吨。

## 历史沿革
富蕴机场始建于1965年，机场坐落在富蕴县吐尔洪盆地，距县城38千米，仅供小型飞机起降使用，仅有一条乌鲁木齐－富蕴航线。当时受可可托海稀有矿、三号矿停产及矿区职工的外迁影响，富蕴机场于1994年停航。
2013年8月20日，富蕴民用机场迁建工程正式开工，富蕴民用机场迁建工程是国家民航局、自治区“十二五”重点工程建设项目。
2015年4月，中国民用航空局批复了《民航局综合司关于富蕴机场命名的复函》，明确“富蕴可可托海机场”为富蕴机场正式名称。
2015年8月1日，富蕴可可托海机场正式通航，成为新疆第17个运营的民用机场。首航乌鲁木齐－富蕴航线由中国南方航空CZ6693执飞。

## 航空公司与航点
| 航空公司     | 目的地         |
| ------------ | -------------- |
| 成都航空     | 伊宁、吐鲁番   |
| 华夏航空     | 布爾津、库尔勒 |
| 中国南方航空 | 乌鲁木齐       |